# Aoroides vitiosus
Aoroides vitiosus is een vlokreeftensoort uit de familie van de Aoridae. De wetenschappelijke naam van de soort is voor het eerst geldig gepubliceerd in 1995 door Myers.